# Срібний тренер
«Срі́бний тре́нер» (рос. «Серебряный тренер») — український радянський чорно-білий художній фільм 1963 року, знятий режисером Віктором Івченком на Кіностудії імені Олександра Довженка. У головних ролях — Михайло Кузнецов, Нінель Мишкова і Алефтина Євдокимова. Прем'єра відбулася 9 серпня 1963 року.
Спортивна драма.

## Сюжет
У 1930-х роках Антон Лутенко змушений був залишити Львів і шукати успіху за кордоном. Під час війни — загинула його дружина, пропала безвісти донька Таня. За кордоном Антон став відомим тренером. Італійка Джулія стала його імпресаріо, другом і дружиною. Якось Антону принесли радянський журнал, на обкладинці якого була молода гімнастка, майстер спорту Тетяна Лутенко. З командою італійських гімнастів Антон летить до Києва…

## У ролях
- Михайло Кузнецов — Антон Лутенко, тренер зі спортивної гімнастики
- Нінель Мишкова — Джулія, італійка, дружина та імпресаріо Антона
- Алефтина Євдокимова — Таня Лутенко, гімнастка, майстер спорту
- В'ячеслав Шалевич — Льоня Волошин, студент
- Сергій Ляхницький — Кравчук, тренер
- Анатолій Соловйов — Зимовець, тренер
- Юнона Яковченко — Світлана, студентка, подруга Тані Лутенко
- Петро Довгаль — Павло Петрович, професор, викладач
- Аркадій Гашинський — Доменіко, італійський імпресаріо
- Г. Гаврікова — Лючана, італійська гімнастка
- Альберт Акчурін — Костя
- Валерій Бессараб — італійський спортсмен
- Микола Яковченко — бухгалтер
- Леся Кривицька — епізод
- Ганна Пекарська — епізод
- Віра Коміссарова — епізод
- В. Афонін — епізод
- Н. Васильєва — епізод
- А. Молодцов — епізод
- В. Шпитько — епізод
- Марія Капніст — служниця (немає в титрах)
- Костянтин Степанков — італійський чиновник (немає в титрах)
- Василь Фущич — людина в аеропорту (немає в титрах)
- Петро Філоненко — епізод (немає в титрах)
- Агафія Болотова — епізод (немає в титрах)

## Знімальна група
- Режисер: Віктор Івченко
- Оператор: Олексій Прокопенко
- Сценарист: Георгій Кушніренко
- Композитор: Віталій Філіпенко
- Художник: Михайло Юферов
- Звукооператорка: Аріадна Федоренко
- Монтаж: Л. Мхітарьянц

## Відгуки
На сайті IMDb фільм має оцінку 5,6 з 10 на основі 9-ти відгуків (станом на листопад 2021).